# Azure (插畫家)
Azure（日語：あずーる，6月8日—）是日本插畫家。

## 作品列表

### 插圖
- 《魔女之旅》（2016年4月－，GA文庫）
  - 改編漫畫於2018年11月開始連載，改編電視動畫於2020年10月至12月播映。
- 《莉莉艾兒與祈禱之國》（2017年3月，GA文庫）
- （2017年9月，Dash X文庫）[1]
- （2018年6月，MF文庫J）[2]
- 《祈禱之國的莉莉艾兒》（2022年1月－，GA文庫）

### 角色設計
- 乳頭和（溫泉女孩）
- 虛擬YouTuber Nanashi Mumei（hololive EN）
- 虛擬YouTuber [3]
- 虛擬YouTuber 櫻樹米莉亞

### 同人誌
- （2018年4月）[4]

## 外部連結
- Azure的pixiv （日語）
- Azure的X（前Twitter） （日語）